# Hyposmocoma bitincta
Hyposmocoma bitincta — вид молі ендемічного гавайського роду Hyposmocoma.

## Поширення
Зустрічається на острові Мауї, а також на островах Кауаї та Оаху.

## Синоніми
- Aphthonetus bitincta (Walsingham, 1907)

## Личинкова стадія
Гусениці молі живуть на Acacia koa.